# Alejandro Iachetti
Pas d'image ? Cliquez ici

b Matchs officiels uniquement.
Dernière mise à jour le 7 septembre 2022.
Alejandro Iachetti, né le 6 novembre 1956, est un joueur argentin de rugby à XV, évoluant au poste de deuxième ligne.

## Biographie
Ce joueur a évolué en France au FC Auch lors de la saison 1977-1978.
Alejandro Iachetti a connu 34 sélections internationales en équipe d'Argentine, il fait ses débuts  le 21 septembre 1975 contre l'équipe d'Uruguay. Sa dernière apparition comme Puma a lieu le 4 août 1990 contre les Anglais. 

## Statistiques en sélection nationale
- 34 sélections en équipe d'Argentine
- Nombre de sélections par année : 2 en 1975, 4 en 1977, 2 en 1978, 4 en 1979, 3 en 1980, 2 en 1981, 3 en 1982, 5 en 1987, 4 en 1988, 2 en 1989, 3 en 1990
- 1 fois capitaine le 16 juin 1990.
- 4 sélections avec les  Jaguars d'Amérique du Sud en 1980.